# R-9
L'R-9 (in cirillico: P-9, nome in codice NATO: SS-8 Sasin), anche noto come R-9A, 8K75 o, in alternativa, Desna, è stato un missile balistico intercontinentale di fabbricazione sovietica, sviluppato nei primi anni Sessanta dall'OKB-1 per conto delle forze missilistiche strategiche sovietiche e nei ranghi delle quali è entrato in servizio attivo nel dicembre 1964.
La stessa codifica NATO attribuita all'R-9 venne erroneamente impiegata anche per indicare l'R-26, un ICBM il cui sviluppo venne interrotto nel 1962. Accreditato di una gittata massima, a seconda della configurazione, fino a 16.000 km, era progettato per imbarcare un'unica testata nucleare con potenza compresa fra i 1,65 ed i 5 Mt.
Prodotto in soli 70 esemplari di serie, venne definitivamente ritirato dal servizio nel 1976 a seguito delle restrizioni imposte dai trattati SALT I.

## Storia

### Sviluppo
Lo sviluppo di un nuovo ICBM venne richiesto con decreto dalle autorità sovietiche nell'aprile del 1958. In particolare, il requisito era quello di un missile avente un peso massimo inferiore alle 100 tonnellate, che in pratica andasse a sostituire il precedente SS-6 Sapwood (molto più grosso ed ingombrante). Sergej Pavlovič Korolëv iniziò quindi a lavorare ad un nuovo ICBM, chiamato R-9. In particolare, erano inizialmente previste due configurazioni, tra loro alternative:
- R-9A (indice GRAU 8K75) con propellente ossigeno/kerosene liquido;
- R-9V (indice GRAU 8K76) con propellente acido nitrico/kerosene.

La scelta cadde infine sull'R-9A, considerato più promettente e dalle prestazioni migliori. Lo sviluppo di questa versione fu autorizzato il 13 maggio 1959. Nell'ottobre dello stesso anno fu presentato il progetto definitivo. Inizialmente, era prevista una sola versione per il lancio da una normale rampa all'aperto, ma nel 1960 si richiese la possibilità di lancio all'interno di un silo. Il progetto fu posto sotto la responsabilità di Vasilij Pavlovič Mišin, che sarebbe poi succeduto a Korolëv nella guida dell'OKB-1 nel 1966, in seguito alla morte dell'ingegnere.
Le difficoltà tecniche che si dovettero superare furono molteplici. In particolare, visto che il propellente previsto era ossigeno liquido e kerosene, si poneva il problema di raffreddare il primo fino a -210 gradi. Inoltre, occorreva risolvere tutta una serie di problemi relativi al trasporto ed allo stoccaggio. Per il rifornimento, fu progettato un sistema semiautomatico, che fu chiamato in codice Desna. Tale sistema ricevette poi un'ulteriore distinzione:
- Desna-N (in seguito chiamata Romashka) per la versione con lancio all'aperto;
- Desna-V per la versione con lancio da silo.

La decisione di sviluppare parallelamente i due sistemi fu presa il 14 giugno 1960. Un ulteriore sistema per il lancio all'aperto fu sviluppato successivamente.
Un altro fattore che ritardò lo sviluppo furono i problemi relativi al motore del primo stadio. Infatti, questo doveva utilizzare un propulsore RD-111, progettato dall'OKB di Valentin Glushko. Tuttavia, si verificarono ritardi, sia a causa dell'antipatia che intercorreva tra Glushko e Korolëv, sia per difetti del propulsore, che soffriva di instabilità (diverse volte gli RD-111 esplosero sul banco-prova). Per cercare di ovviare a questa situazione, Korolëv valutò la possibilità di utilizzare un altro motore, l'NK-9, progettato dall'OKB-276 di Nikolaj Kuznecov. Tuttavia, a causa dei problemi che affliggevano anche l'NK-9, fu infine costretto ad usare l'RD-111.
Il primo volo di un SS-8 fu effettuato il 9 aprile 1961. Complessivamente, furono effettuati ben 54 lanci di prova, 21 dei quali fallirono. Uno degli incidenti più gravi avvenne il 24 ottobre 1963, in un silo. A causa di una perdita nel sistema di rifornimento del missile, si verificò un'esplosione che distrusse completamente il silo ed uccise sette uomini.
Nonostante i fallimenti, i complessi vennero accettati in servizio dalle autorità militari a partire dal novembre 1963. La produzione venne avviata presso due impianti: lo stabilimento 1001 di Krasnojarsk, ed un altro a Krasnojarsk-26.

## Impiego operativo
Il primo reggimento di SS-8 Sasin fu posto in stato di allerta nel dicembre 1964.
Si trattò, in generale, di un sistema d'arma poco diffuso. Infatti, la produzione complessiva di SS-8 ammonta a 130 esemplari, di cui 60 utilizzati nella fase di sviluppo. Furono cinque i reggimenti equipaggiati con ICBM R-9A, di cui uno da silo e quattro di superficie.
In seguito ai trattati SALT I, i complessi degli R-9 furono demoliti. In particolare, i siti di superficie furono ritirati dal servizio nel 1971, quelli da silo nel 1976.
Le designazioni russe per questi missili divennero note in Occidente solo nel 1993.

## Descrizione tecnica

### Caratteristiche generali
L'SS-8 era un missile balistico intercontinentale a doppio stadio, lungo oltre 26 metri. Fu l'ultimo ICBM sovietico ad utilizzare combustibile criogenico liquido. Il primo stadio era equipaggiato con un motore RD-111 a ciclo chiuso con quattro camere di combustione. Tale propulsore era stato sviluppato dall'OKB-456. Il secondo stadio, invece, usava un motore RD-0106 a ciclo aperto con quattro camere di combustione, sviluppato dall'OKB-154.
I serbatoi del carburante erano costruiti con una lega di alluminio e magnesio, ed avevano un sistema di pressurizzazione interno (primo caso tra i missili balistici sovietici).
Il sistema di guida era radio/inerziale autonomo. Il CEP variava a seconda del sistema di guida utilizzato. In dettaglio:
- se nella fase di discesa era assistito dal sistema radio, la precisione era nell'ordine degli otto chilometri per cinque;
- se non era assistito dal sistema radio, la precisione era di venti chilometri per dieci.

Per quanto riguarda la gittata massima, questa variava in relazione al carico imbarcato. Il payload era di due tipi, ed in base a questo variava anche la parte finale del cono del missile.
- Testata standard: 1.100 kg da 1,65 megatoni, con gittata era di 16.000 km.
- Testata alternativa: 2.100 kg da 5 megatoni, con gittata di 12.500 km.

In entrambi i casi, la testata nucleare era singola.

### I complessi di lancio
I complessi di lancio erano di tre tipi, tutti testati presso il cosmodromo di Baikonur.
- Desna-N: LC-51. Un complesso di questo tipo era formato da due rampe, un centro comando, ricoveri per i missili ed i serbatoi per lo stoccaggio del propellente. Inizialmente, il tempo previsto per la preparazione del missile era estremamente lungo. Infatti, tra l'ordine di lancio ed il lancio erano necessarie 16 ore, che furono successivamente portate a due. I lanci di prova furono effettuati tra il 9 aprile 1961 ed il 14 febbraio 1963.
- Desna-V: LC-70. Si trattava del complesso di lancio da silo. Semiautomatico, era composto da tre silos piuttosto vicini tra loro, un centro di comando sotterraneo, un complesso di controllo radio e depositi per lo stoccaggio del carburante, sotterranei anch'essi. Il silo era profondo 36 metri e largo 7,8 (larghezza minima). L'apertura era di 5,5 metri. I missili potevano essere tenuti in stato di allerta senza carburante per un anno, e con il carburante per 24 ore. I lanci di prova furono effettuati tra il 27 settembre 1963 ed il febbraio 1964.
- Dolina[6]: LC-75. La struttura era estremamente simile a quella del Desna-N, ma grazie ad un sistema semiautomatico era stato possibile portare il tempo di preparazione al lancio a 20 minuti (anche se per predisporre la stessa piazzola ad un secondo lancio erano necessarie due ore e mezza). I lanci da questa installazione furono effettuati dal 22 febbraio 1963 al febbraio 1964.

## R-26
La denominazione NATO SS-8 Sasin fu utilizzata per errore anche per indicare un altro ICBM, il cui sviluppo non fu mai portato avanti. In dettaglio, si trattava dell'R-26 (indice GRAU 8K66), realizzato dall'OKB-586, che fu autorizzato il 23 maggio 1960. Dal punto di vista tecnico, si trattava di un missile a doppio stadio lungo 24,38 metri e dal diametro di 2,75, che avrebbe dovuto essere in grado di trasportare una testata nucleare da 5 megatoni. La gittata stimata era compresa tra i 10.500 ed i 12.000 km, con un CEP di 1.500-2.000 metri.
Tuttavia, il governo sovietico, il 9 luglio 1962, ordinò l'interruzione del programma. Le ragioni di questa decisione furono sia di natura tecnica, sia legate alle rivalità esistenti con gli altri uffici di progettazione al proposito della realizzazione di ICBM. In particolare, all'R-26 fu preferito l'UR-100 dell'OKB-52, che riceverà il nome in codice NATO di SS-11 Sego.
In seguito, alcuni simulacri del missile furono fatti sfilare ad una parata sulla Piazza Rossa. Tali vettori vennero identificati dall'intelligence occidentale come SS-8 Sasin. Tuttavia, si trattava di missili completamente diversi, e non è chiaro fino a che punto la NATO se ne fosse resa conto.